# تپه تقی خان
تپه تقی خان مربوط به کالکولتیک (مس‌سنگی) ـ دوره اسلامی قرن ۸ تا ۱۲ ه.ق است و در شهرستان تکاب، بخش مرکزی، دهستان کرفتو، روستای علی آباد واقع شده و این اثر در تاریخ ۳۰ دی ۱۳۸۵ با شمارهٔ ثبت ۱۶۷۴۳ به‌عنوان یکی از آثار ملی ایران به ثبت رسیده است.